# Novakane
Novakane — второй студийный альбом группы Outlawz, выпущенный в 2001 году. Диск занял 100-е место в чарте Billboard 200 и третье — в Top Independent Albums.
Песня «Rize» была использована в саундтреке фильма «Тренировочный день».

## Список композиций
1. Intro
2. Rize при участии Big Syke
3. This Is the Life
4. Ghetto Gutta
5. Our Life
6. Y’all Can’t Do
7. Interlude 1
8. Red Bull & Vodka
9. 2nd Hand Smoke
10. Interlude 2
11. Boxspring Boogie
12. History при участии Seal
13. So Many Stories при участии Hellraza aka Muszamil
14. World Wide (Remix) при участии 2Pac, Bosko и T-Low
15. Die If U Wanna
16. Interlude 3
17. Loyalty при участии Ed Bone и Kamikaze aka Triple 777

## Чарты
| Чарт (2001)                           | Позиция |
| ------------------------------------- | ------- |
| U.S. Billboard 200                    | 100     |
| U.S. Billboard Top Independent Albums | 3       |